# IPhone 3GS
Das iPhone 3GS (Eigenschreibweise mit 🅂 oder Kapitälchen) ist das dritte Smartphone der iPhone-Reihe von Apple. Marketingchef Phil Schiller stellte es am 8. Juni 2009 im Rahmen der WWDC 2009 im Moscone Center von San Francisco der Öffentlichkeit vor.
Auf dem iPhone 3GS wird Apples iOS verwendet, das auch auf dem iPad und dem iPod touch eingesetzt wird. Bei der Einführung wurde Version 3.0 mitgeliefert, die höchste von Apple unterstützte Version ist 6.1.6. Das iPhone 3GS wird hauptsächlich durch Fingerberührungen am Multi-Touch-Bildschirm bedient. Das „S“ in der Modellbezeichnung des iPhone steht für „Speed“ (deutsch Geschwindigkeit).

## Design

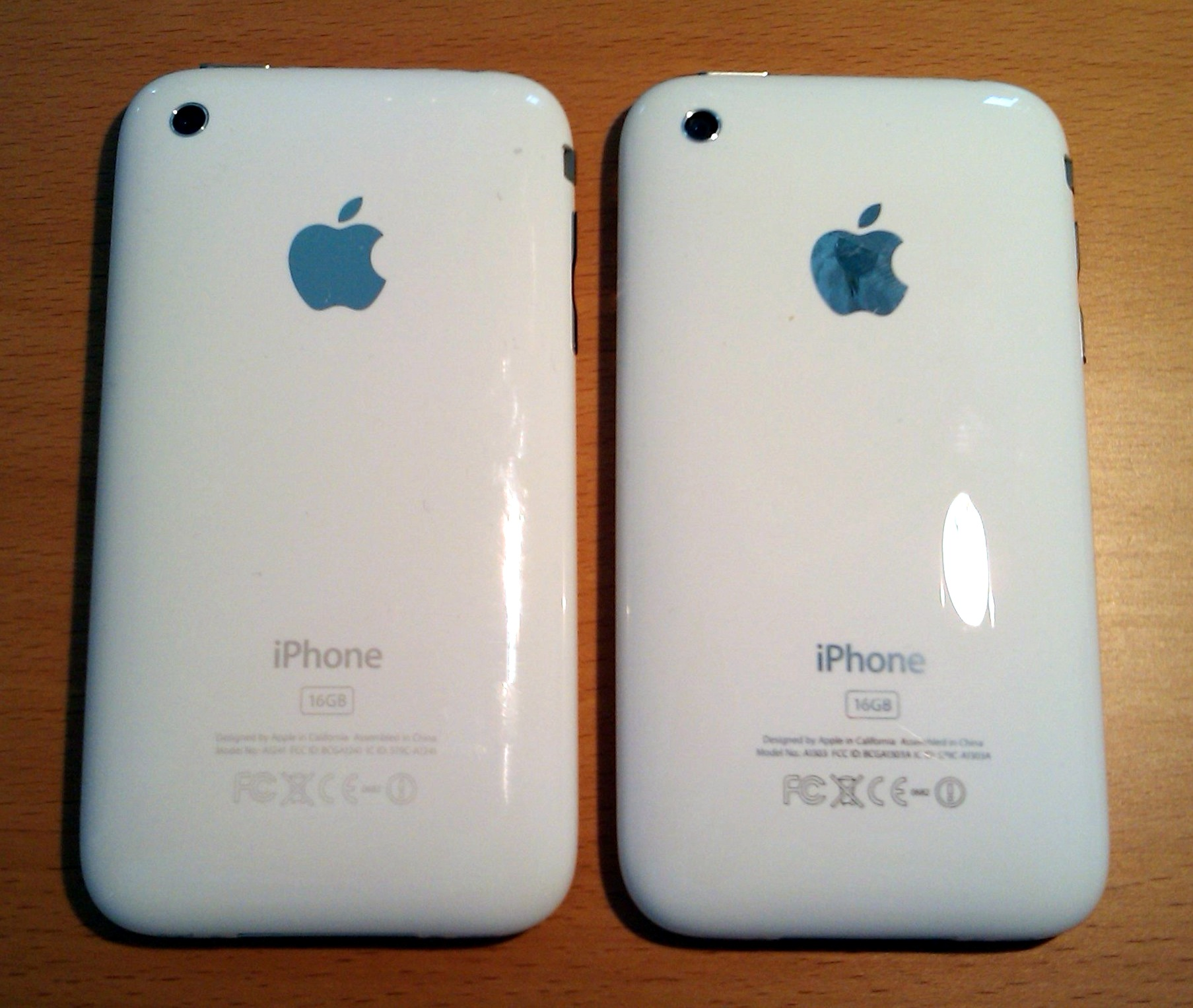
iPhone 3G (links)
iPhone 3GS (rechts)

Das Gerät verfügt über dasselbe Design wie sein Vorläufermodell. Die Rückseite besteht aus glänzendem Kunststoff in den Farben Weiß oder Schwarz – seit Veröffentlichung des Nachfolgers wurde es nur noch in schwarz ausgeliefert. Der einzige sichtbare Unterschied zum Vorgängermodell ist der Schriftzug und die Entsorgungssymbole auf der Rückseite, die nun glänzend statt matt eingraviert sind.

## Technische Daten
Die Internetverbindung wurde gegenüber der des Vorgängermodells beschleunigt. Das iPhone 3GS bietet eine Übertragungsgeschwindigkeit im Download mit bis zu 7,2 Mbit/s anstatt 3,6 Mbit/s mit HSDPA.
Das Gerät hat erstmals ein Magnetometer eingebaut und verfügt dadurch über einen digitalen Kompass.
Das iPhone 3GS bietet eine bessere 3D-Grafik durch Unterstützung des Standards OpenGL ES 2.0. Das SoC ist ein Samsung S5PC100 (S5L8920) mit einem mit 600 MHz getakteten Cortex-A8-Prozessor des Unternehmens ARM Limited. Als Grafikprozessor wird eine PowerVR-SGX-535-GPU verwendet.
Sein Arbeitsspeicher ist 256 MB groß. Der NAND-Flash-Speicher für Daten beläuft sich auf 16 oder 32 GB (mit Einführung des Nachfolgemodells nur noch 8 GB). Gegenüber seinen Vorgängern hat sich die Akkulaufzeit verlängert.
Das iPhone 3GS ist das letzte iPhone, welches einen NOR-Flash besitzt. Mithilfe des NORs kann der Hauptprozessor des iPhone starten. Das Modem des iPhone greift ebenfalls auf den NOR zurück. Der iPod touch der 3. Generation verwendet bereits den leicht verbesserten S5L8922-SoC, welcher keinen NOR zum Starten mehr benötigt.

### Digitalkamera
Die 3-Megapixel-Kamera mit Kamerasensoren von OmniVision bietet im Vergleich zum iPhone 3G eine Videoaufnahme- und Videoschnittfunktion. Die Kamera nimmt maximal 30 Bilder pro Sekunde mit 480p auf. Sie besitzt einen Autofokus, einen automatischen Weißabgleich und eine automatische Makrofunktion für Nahaufnahmen. Außerdem produzieren die Kamerasensoren mit einer Wavefront-Coding-Technologie schärfere Bilder.

## Verkaufszahlen
Das iPhone 3GS wurde innerhalb des ersten Wochenendes nach Veröffentlichung über eine Million Mal verkauft. Damit erreichte es seine ersten Millionen verkauften Einheiten genauso schnell wie sein Vorgänger iPhone 3G.